# Dave Carstens
Pour les articles homonymes, voir Carstens.
Dave Carstens est un boxeur sud-africain né en septembre 1914 à Strand et mort le 6 août 1955.

## Carrière
Il devient champion olympique aux Jeux de Los Angeles en 1932 dans la catégorie mi lourds après sa victoire aux points contre l'Italien Gino Rossi. Carstens passe professionnel la même année mais ne rencontre pas le même succès que dans les rangs amateurs. Son palmarès est de 11 victoires contre 12 défaites et 2 matchs nuls.

## Parcours auxJeux olympiques
Jeux olympiques d'été de 1932 à Los Angeles (poids mi-lourds) :
- Bat Hans Berger (Allemagne) aux points
- Bat Peter Jorgensen (Danemark) aux points
- Bat Gino Rossi (Italie) aux points